# Alaa Maihoub
Alaa Maihoub, né le 9 janvier 1962, est un joueur de football international égyptien évoluant au poste de milieu de terrain.

## Biographie
Il a joué dans sa carrière entre 1984 et 1990 au Caire, à Al Ahly SC, et a joué avec l'Égypte pendant le mondial 1990 qui se tenait en Italie.